# 滕布尔
滕布尔（荷蘭語：Ten Boer）是荷兰东北部格罗宁根省的一个旧市镇，面积为45.71平方公里，2012年人口为7,488。
2019年1月1日，滕布尔与前市镇哈伦一同并入市镇格罗宁根。

## 人口中心
Garmerwolde, Lellens, Sint Annen, Ten Boer, Ten Post, Thesinge, Winneweer, Wittewierum and Woltersum。